# Leslie Mandoki

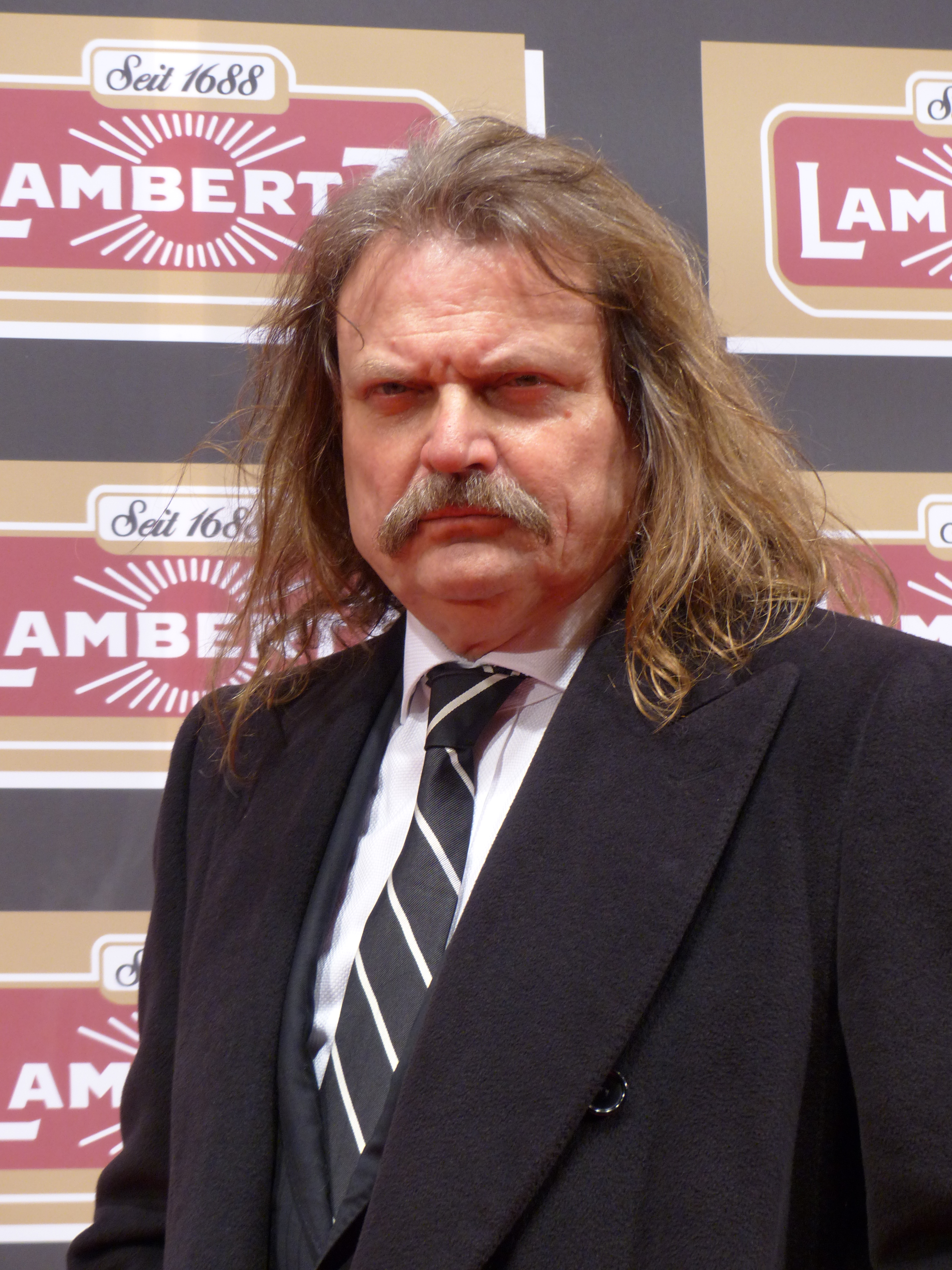
Leslie Mandoki, 2016

Leslie Mandoki (eigentlich László Mándoki; * 7. Januar 1953 in Budapest) ist ein ungarisch-deutscher Musiker und Musikproduzent. Mandoki arbeitete für und mit Dschinghis Khan, Engelbert, den Gipsy Vagabonds, Joshua Kadison, Phil Collins, den No Angels, Jennifer Rush, Gil Ofarim und Lionel Richie, aber auch mit dem Rapper Sido.
Mandoki versteht sich als Vorreiter des Branded Entertainment, der im Auftrag von Firmen Ideen liefert, Programme zusammenstellt und Formate entwickelt. So wirkte er als sogenannter Musical Director für Audi und die Volkswagen AG, arbeitete für die Daimler AG, Disney (Tarzan), das Land Mecklenburg-Vorpommern und den FC Bayern München. Für Audi schrieb er zum 100. Jubiläum eine Symphonie, komponierte Jingles und Soundtracks. Zur Bundestagswahl 2009 und zur Bundestagswahl 2013 produzierte er Wahlkampfsongs für die CDU.

## Leben
Leslie Mandoki wurde als Sohn von László Mándoki und Ilona Mándoki, geb. Köhler, geboren. Der Vater war als Mitarbeiter im Finanzministerium, die Mutter in der Personalabteilung einer Restaurantkette tätig. Sein jüngerer Bruder Peter wurde 1958 geboren. Mandoki studierte am Musikkonservatorium Budapest und war als Anhänger der studentischen Opposition Verfolgungen durch die damalige kommunistische Regierung ausgesetzt. 1975 floh er zusammen mit vier anderen Musikern und Künstlern, darunter Gábor Csupó, zu Fuß durch den Karawankentunnel nach Österreich und weiter nach Deutschland. Später wurde er deutscher Staatsbürger. Als Studiomusiker am Schlagzeug in München zunächst wenig erfolgreich, wurde er als Mitglied der Band Dschinghis Khan erstmals weithin bekannt.
1982, bereits während der Zeit bei Dschinghis Khan, veröffentlichte Mandoki das Album Back to Myself, das eine Rückbesinnung auf seine Jazzwurzeln brachte und das er im Rückblick selbst als zu rau und düster betrachtet. Es folgten mit Strangers in a Paradise und Out of Key … with the Time zwei Alben, die weitaus kommerzieller klangen und ihm auch wieder Fernsehauftritte einbrachten.
Dies bildete dann die Grundlage für sein Mandoki-Soulmates-Projekt. Gemeinsam mit einem Großaufgebot von internationalen Stars (u. a. Ian Anderson von Jethro Tull, Bobby Kimball von Toto, Jack Bruce von Cream) veröffentlichte er die Alben People und People in Room No. 8, die einerseits breitenkompatible Hymnen, andererseits teilweise experimentelle, jazzbeeinflusste Rockmusik boten.
Im April und November 2004 gastierte Mandoki gemeinsam mit den dann als Soulmates bezeichneten Künstlern in Thomas Gottschalks ZDF-Zweiteiler 50 Jahre Rock als Hausband. Mit jenen Musikern wurde in beiden Sendungen eine breite Retrospektive über verschiedenste Rockklassiker der 1960er, 1970er und 1980er Jahre dargeboten. Die Aufzeichnungen aus den Sendungen dienten als Rohmaterial für das wenig später erschienene Album Legends of Rock, auf dem außerdem noch viele Tracks aus den vorigen Alben sowie einige bis dahin unveröffentlichte Liveaufnahmen der Band zu hören sind. Er spielte auch 2005 mit den Soulmates zu den Jubiläumsfeierlichkeiten des Bistums Münster auf einer Open-Air-Bühne in Münster. 2003 spielte er in der Internatsserie Schloss Einstein mit.
Mit der Sängerin Curly komponierte Mandoki die Vorspannmusik der ARD-Telenovela Sturm der Liebe, wo er 2014 in einer Gastrolle als Musikproduzent Leslie Mandoki zu sehen ist.

## Politik
Mandoki komponierte das Wahlkampflied An jedem neuen Tag der CDU für die Bundestagswahl 2013. Bei der bayerischen Landtagswahl 2013 trat er für die CSU an und verfehlte ein Direktmandat um 800 Stimmen. 2017 unterstützte er Angela Merkel im Bundestagswahlkampf. Als Flüchtling zolle er ihr Respekt für ihr Handeln in der Flüchtlingskrise.

## Privates
Mandoki ist mit der Ärztin Eva Mandoki, geb. Pfitzner, verheiratet. Sie wohnen in Tutzing am Starnberger See. Das Ehepaar hat drei Kinder: Gábor, Julia und die Schauspielerin Lara Mandoki.

## Diskografie

### Alben
- 1982: Back to Myself
- 1986: Children of Hope
- 1988: Strangers in a Paradise
- 1991: Drums & Percussion
- 1992: Out of Key … with the Time
- 1993: People, Leslie Mandoki & Friends
- 1996: People in Room No. 8
- 1997: Man Doki – The Jazz Cuts
- 2002: Soulmates – Mandoki Soulmates
- 2003: Soulmates – Jazz Cuts
- 2003: Soulmates – Classic, Mandoki Soulmates & Sturcz Quartett
- 2004: Legends of Rock – Mandoki Soulmates Allstars
- 2009: Aquarelle – Mandoki Soulmates
- 2010: Thank you – Mandoki Soulmates
- 2013: BudaBest – Mandoki Soulmates
- 2019: Living in the Gap + Hungarian Pictures – Mandoki Soulmates
- 2021: Utopia for Realists – Mandoki Soulmates
- 2024: A Memory Of Our Future – Mandoki Soulmates

### Singles
- 1982: Living on the Highway
- 1985: Schoolgirls’ Fantasy
- 1987: Korea (Mandoki & Eva Sun)
- 1988: On Principle
- 1989: Mother Europe (Cobbler & Mandoki)
- 1992: Refugees (feat. Bobby Kimball)
- 1993: Mother Europe
- 2023: Devils Encyclopedia – Mandoki Soulmates

### Video
- 2003: Soulmates Absolutely Live
- 2016: Sehnsucht nach Freiheit (Dokumentarfilm über den Ungarischen Volksaufstand von 1956, bei Youtube)